# Hard Road (zespół muzyczny)
Hard Road (początkowo używający nazwy Marioleine Suggestic) – holendersko–polska supergrupa działająca w latach 1969–1972.

## Historia
Początkowo holenderska wokalistka Mariolein; śpiewała w Polsce wraz z utworzoną w lipcu 1969 roku formacją „Mariolaine & Swinging Soul Corporation”, występując z recitalem przed koncertami grupy Breakout. 
W skład zespołu wchodzili: Józef Skrzek (pianino), Albin Biskupski (eks-Daltoniści; gitara basowa) i Jerzy Tumidajski (eks-Bizony; perkusja).
Jesienią 1969 roku powstała nowa grupa, działająca pod nazwą Mariolaine Suggestic, w skład której wchodzili: Mariolein (śpiew), Mirosław Lasoń (eks-Pięciu; gitara, śpiew), Michał Muzolf (eks-Breakout; gitara basowa), Marian Zimiński (eks-Akwarele; organy, pianino) i J. Tumidajski (perkusja). Dzięki kilku nagraniom zarejestrowanym dla Rozgłośni PR w Poznaniu oraz popularności piosenkarki Mariolaine w Kraju Tulipanów, agencja koncertowa Holland Telstar zaprosiła zespół w kwietniu 1970 roku na półroczne występy w Holandii.
Tam zmienili nazwę i jako Hard Road koncertowali, występując w licznych klubach, głównie w zachodniej części kraju, m.in. w The Roadside Club w Scheveningen, Lido w Amsterdamie czy w Des Ponderosa. Powrócił tam w grudniu 1970 roku, występując m.in. u boku popularnej w owym czasie grupy Christie. Koncert w Paradiso został odwołany, ponieważ niektórzy członkowie zespołu muszą wrócić do Polski.
Po powrocie do kraju, Hard Road osiadł w Poznaniu, gdzie opracował nowy program, w którym anglojęzyczny repertuar zastąpiły własne kompozycje zespołu.
Z nowym repertuarem i w nieco zmienionym składzie, formacja wystąpiła w kwietniu 1971 roku w poznańskim klubie Agora, by następnie odbyć trasę koncertową po Polsce. W skład grupy wchodzili wówczas: Mariolaine, M. Lasoń (gitara), M. Muzolf (gitara basowa), Mirosław Polarek (eks-Niebiesko-Czarni; saksofon, flet) i Józef Hajdasz (eks-Breakout; perkusja). W maju miejsce Lasonia zajął Jerzy Kosmowski (eks-Bardowie; gitara).
Zespół wziął także udział w prestiżowym Balu Wiosennym (Warszawa, maj 1971), którego organizatorem był PAGART. Hard Road wystąpił obok gwiazd polskiej awangardy rockowej, tj. zespołów: Niemen Enigmatic, Klan i Dżamble. Mimo swojej oryginalności i aktywności koncertowej, zespół nie zdołał przebić się do czołówki i rozwiązał się w 1972 roku.

## Nagrania radiowe
- Mgła
- Otwórz niebo
- Let It Be Me (z rep. Gilberta Bécaud, pierwszego wykonawcy tej piosenki)[2]
- Tramp
- Knock On Wood (z rep. Eddiego Floyda)[3]
- River Deep – Mountain High (z rep. duetu Ike & Tina Turner)[4]
- Wring That Neck (z rep. Deep Purple)[5]